# Berislăvești
Berislavesti là một xã thuộc hạt Vâlcea, România. Dân số thời điểm năm 2002 là 3087 người.